# Alfonso Gallardo Díaz
Alfonso Gallardo Díaz (Jerez de los Caballeros, Extremadura, ca. 1932) és un empresari extremeny que començà com a ferroveller i aconseguí ser un dels més rics d'Espanya.
Començà a treballar durant els anys seixanta de ferroveller per a muntar la seua pròpia empresa. La va muntar i amb el temps es convertí en l'accionista del Grupo Gallardo Balboa. Aquest èxit ha tingut lloc pels favors fets per l'expresident de la Junta d'Extremadura Juan Carlos Rodríguez Ibarra i la connexió pel nebot i hereu Francisco Fuentes Gallardo, alt càrrec del PSOE. A causa de la crisi financera espanyola, les empreses no li van anar tan bé. Així que va tancar algunes i algunes es trobaven sotmeses a Expedients de Regulació de Treball. Va amenaçar a l'aleshores president de la comunitat autònoma extremenya, José Antonio Monago, perquè fera alguna cosa respecte a la situació d'endeutament de la Siderúrgica Balboa.